# Vatgrafcultuur

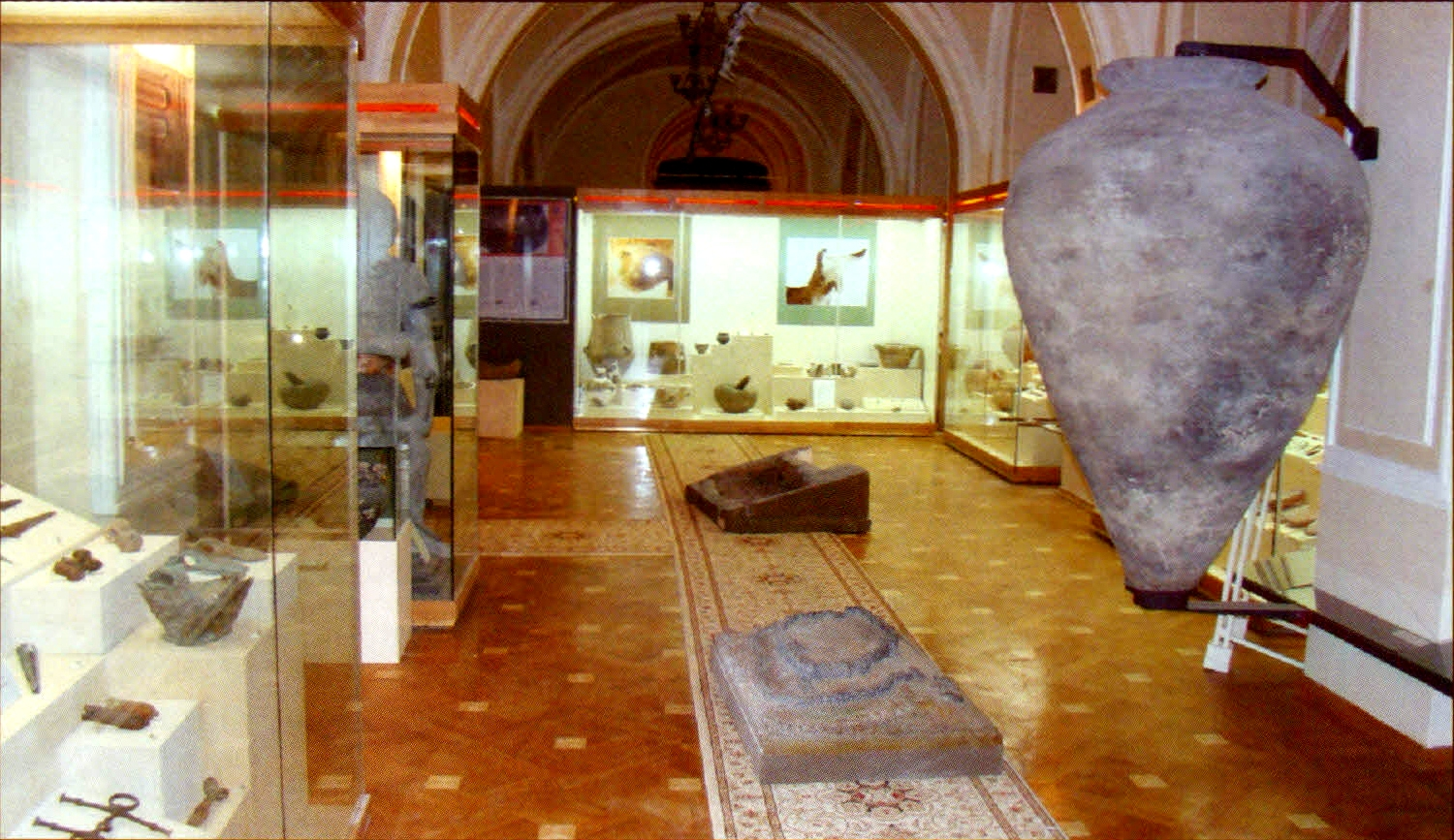
Voorwerpen uit de vatgrafcultuur
Museum voor de geschiedenis van Azerbeidzjan, Bakoe

De vatgrafcultuur (Russisch: Кувшинных погребении культура - koevsjinnych pogrebenii koeltoera) is een archeologische cultuur die in de 2e eeuw v.Chr. tot 8e eeuw AD wijdverbreid was in de Koera-Arasvlakte in de Zuidelijke Kaukasus, met name in Albania.
De cultuur werd gekenmerkt door het begraven van de doden in grote aardewerken vaten, op hun zijde en in een sterk gebogen positie gelegen. De grafgiften omvatten voorwerpen van metaal (voornamelijk ijzeren en bronzen werktuigen en wapens, plus bronzen, zilveren en gouden sieraden), hout, steen, klei en glas. Bij latere begravingen zijn Romeinse, Arsacidische en Sassanidische munten gevonden.
De vatgrafcultuur behoorde aan een bevolking van sedentaire landbouwers, die zich ook bezighield met veeteelt, jacht, visserij, en de productie van handwerk.